# AS Oslo Sporveier

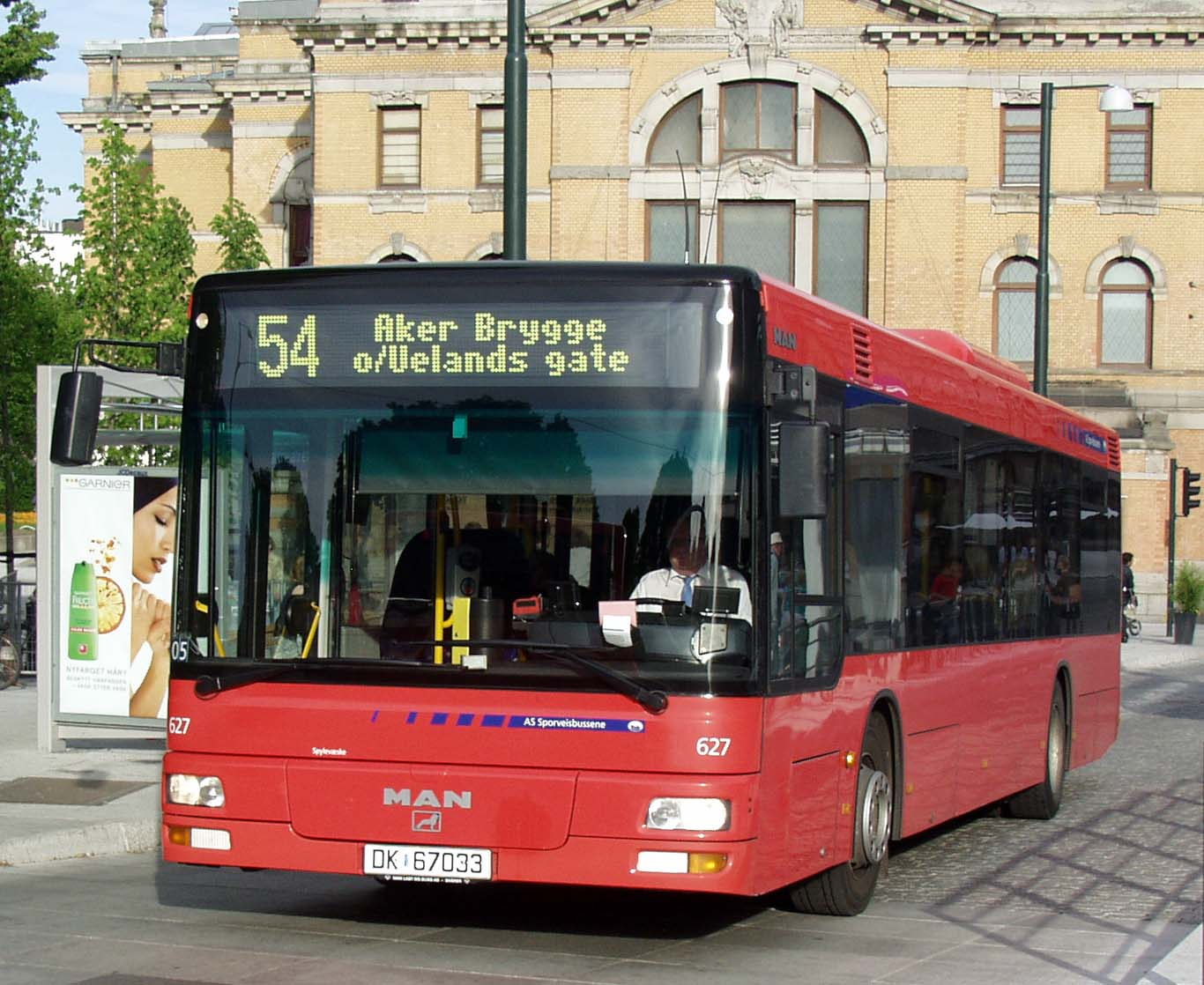
Autobus public de la ville d'Oslo.

AS Oslo Sporveier (Transport public d'Oslo, parfois appelé Oslo Public Transport) est la compagnie publique de transport de la commune d'Oslo, en Norvège, fondée en 1925
Elle gère notamment les autobus, les tramways, les métros (T-banen) ainsi que les bateaux réservé au transport urbain de la ville et est chargée de l'organisation de l'ensemble de ces transports.